# 2. hokejová liga SR 1999/2000
Sezóna 1999/2000 byla 7. ročníkem 2. slovenské hokejové ligy. Vítězem se stal tým HK Wagon Slovakia Trebišov, který úspěšně postoupil do 1. hokejové ligy. Z 1. ligy sestoupil HKM Humenné.

## Systém soutěže
Soutěž byla rozdělena do dvou skupin (západ a východ). Celkem se jich zúčastnilo 14 týmů, do skupin západ osm týmů a skupina východ šest týmů. Ve všech skupinách se hrálo 1x venku a doma. Bodový systém byl stejný z předešlé sezony, za výhru se získalo dva body, za remízu jeden bod a za prohru nezískal klub žádný bod. První dva týmy z každé skupiny postoupili do finálové části o postup. Nejlepší tým postoupil přímo do 1. ligy. Ze soutěže se nesestupovalo.

## Základní část

### Skupina západ
|  | Postupující do skupiny o postup |

| Poř. | Tým                      | Z  | B  | V  | R | P  | Skóre  | +/– |
| ---- | ------------------------ | -- | -- | -- | - | -- | ------ | --- |
| 1    | HK 95 Považská Bystrica  | 14 | 26 | 13 | 0 | 1  | 107:26 | +81 |
| 2    | MHK Dolný Kubín          | 14 | 22 | 11 | 0 | 3  | 84:32  | +52 |
| 3    | MHK Ružomberok           | 14 | 19 | 8  | 3 | 3  | 62:36  | +26 |
| 4    | Iskra Partizánske        | 14 | 12 | 5  | 2 | 7  | 59:77  | –18 |
| 5    | ŠHK 37 Piešťany          | 14 | 12 | 4  | 4 | 6  | 37:59  | –22 |
| 6    | HK Levice                | 14 | 12 | 5  | 2 | 7  | 51:74  | –23 |
| 7    | HK Lokomotíva Nové Zámky | 14 | 6  | 2  | 2 | 10 | 45:76  | –31 |
| 8    | HK Trnava                | 14 | 3  | 0  | 3 | 11 | 44:114 | –70 |

### Skupina východ
|  | Postupující do skupiny o postup |

| Poř. | Tým                             | Z  | B  | V | R | P | Skóre | +/– |
| ---- | ------------------------------- | -- | -- | - | - | - | ----- | --- |
| 1    | HK Wagon Slovakia Trebišov      | 10 | 16 | 7 | 2 | 1 | 52:27 | +25 |
| 2    | HC 46 Bardejov                  | 10 | 14 | 7 | 0 | 3 | 38:31 | +7  |
| 3    | HKm Detva                       | 10 | 10 | 4 | 2 | 4 | 50:36 | +14 |
| 4    | HK MSK VTJ Brezno               | 10 | 9  | 4 | 1 | 5 | 40:40 | 0   |
| 5    | HK 31 Jednota Kežmarok          | 10 | 6  | 3 | 0 | 7 | 41:66 | –25 |
| 6    | HK Transexpress Rimavská Sobota | 10 | 5  | 2 | 1 | 7 | 28:49 | –21 |

## Skupina o postup
|  | Postupující do 1. ligy |

| Poř. | Tým                        | Z | B  | V | R | P | Skóre | +/– |
| ---- | -------------------------- | - | -- | - | - | - | ----- | --- |
| 1    | HK Wagon Slovakia Trebišov | 6 | 10 | 5 | 0 | 1 | 29:14 | +15 |
| 2    | MHK Dolný Kubín            | 6 | 8  | 4 | 0 | 2 | 22:21 | +1  |
| 3    | HK 95 Považská Bystrica    | 6 | 6  | 3 | 0 | 3 | 26:18 | +8  |
| 4    | HC 46 Bardejov             | 6 | 0  | 0 | 0 | 6 | 5:29  | –24 |